# Marc Hallemeersch
Marc Hallemeersch (5 februari 1967) is een Belgische voormalige atleet, die gespecialiseerd was in het hoogspringen. Hij veroverde twee Belgische titels.

## Biografie
Hallemeersch werd in 1987 Belgisch kampioen hoogspringen. Het jaar nadien behaalde hij ook indoor de Belgische titel. Hij was aangesloten bij Hermes Club Oostende.

## Belgische kampioenschappen
Outdoor
| Onderdeel    | Jaar |
| ------------ | ---- |
| hoogspringen | 1987 |

Indoor
| Onderdeel    | Jaar |
| ------------ | ---- |
| hoogspringen | 1988 |

## Persoonlijk record
| Onderdeel    | Prestatie | Datum           | Plaats  |
| ------------ | --------- | --------------- | ------- |
| hoogspringen | 2,15 m    | 2 augustus 1987 | Brussel |

## Palmares
hoogspringen
- 1986:  BK indoor AC – 2,06 m
- 1987:  BK indoor AC – 2,06 m
- 1987:  BK AC – 2,15 m
- 1988:  BK indoor AC – 2,11 m
- 1988:  BK AC – 2,00 m